# Rabea Grand
Rabea Grand (* 15. Juni 1984 in Leuk) ist eine Schweizer Dramaturgin und ehemalige Skirennfahrerin. Während ihrer Sportkarriere erreichte ihre besten Resultate im Slalom, in der Super-Kombination und in der Abfahrt. Grand gewann die Bronzemedaille im Mannschaftswettbewerb bei den Weltmeisterschaften 2007 und wurde 2009 Schweizer Meisterin im Riesenslalom. Seit ihrem Rücktritt vom Spitzensport ist sie in der Schweizer Theaterszene tätig; 2020 übernahm sie die Co-Leitung des Theaterhauses Gessnerallee in Zürich.

## Biografie

### Skisport
Rabea Grand fuhr ihre ersten FIS-Rennen im Dezember 1999. Nachdem sie zwei Jahre später ihren ersten Sieg gefeiert hatte, kam sie fortan auch im Europacup zum Einsatz, wo sie im Februar 2005 ihr erstes Top-10-Ergebnis erreichte. Im Vormonat hatte sie bereits ihr Weltcupdebüt im Slalom von Maribor gegeben. Sie startete zunächst im Weltcup nur in den Disziplinen Slalom und Riesenslalom und gewann ihre ersten Weltcuppunkte am 10. März 2006 mit Platz 23 im Slalom von Levi.
Im Europacup erreichte Grand in der Saison 2005/06 einen Sieg und weitere drei Podestplätze, womit sie die Abfahrtswertung gewann und Dritte im Gesamtklassement wurde. Ab dem nächsten Winter startete sie auch im Weltcup neben dem Slalom und dem Riesenslalom – den sie zunehmend weniger fuhr – in Abfahrten und Super-Kombinationen. Vordere Platzierungen gelangen ihr im Weltcup aber zunächst nicht, doch bei den Weltmeisterschaften 2007 im schwedischen Åre erreichte sie in der Super-Kombination immerhin den 13. Platz. Zudem wurde sie 25. im Slalom. Den größten Erfolg feierte sie mit ihren Mannschaftskollegen im Mannschaftswettbewerb, in dem sie die Bronzemedaille gewann. Kurz nach der WM fuhr sie auch im Weltcup erstmals unter die schnellsten 20 und am 22. Dezember 2007 erreichte sie als Zehnte der Super-Kombination von St. Anton am Arlberg ihr erstes Top-10-Ergebnis. Am Ende der Saison 2007/08 fuhr sie ebenfalls in der Super-Kombination, die mittlerweile zu ihrer stärksten Disziplin geworden ist, weitere zweimal unter die besten 15.
Zu Beginn der Saison 2008/09 erreichte Grand mit Platz elf in Levi ihr bestes Slalomergebnis im Weltcup. Das überhaupt beste Weltcupresultat erzielte sie am 20. Februar 2009 mit Platz vier in der Super-Kombination von Tarvis. Auf einen Podestplatz fehlten ihr lediglich zwei Hundertstelsekunden. Bei den Weltmeisterschaften 2009 in Val-d’Isère wurde sie jeweils 14. im Slalom und in der Super-Kombination. Im Riesenslalom schied sie wie schon zwei Jahre zuvor aus. Am Ende des Winters wurde sie Schweizer Meisterin im Riesenslalom.
In der Saison 2009/10 blieben weitere Top-Platzierungen aus. Grand fuhr in drei Weltcuprennen unter die schnellsten 20, darunter war mit Platz 15 in der Abfahrt von Crans-Montana ihr bestes Weltcupergebnis in dieser Disziplin. Erfolgreicher war sie im Europacup. Nachdem sie im Vorjahr zwei Slaloms gewonnen hatte, entschied sie in der Saison 2009/10 mit einem Sieg, einem zweiten und einem fünften Platz die Abfahrtswertung für sich. Auf den folgenden Winter bereitete sich Grand nicht mit dem Schweizer Team, sondern mit einem Privattrainer vor. Im Weltcup gelang ihr in den ersten Monaten der Saison 2010/11 allerdings nur ein Top-30-Ergebnis. Am 1. Februar 2011 gab Grand ihren Rücktritt vom Skirennsport bekannt. Grund dafür war ein Streit mit dem Cheftrainer der Schweizer Nationalmannschaft.

### Kultur
Noch während ihrer Sportkarriere hatte Grand ein Fernstudium der Kulturwissenschaft an der Fernuniversität in Hagen begonnen, das sie später an der Universität Luzern mit dem Master abschloss. Über ein Praktikum bei der Stiftung Schloss Leuk stiess sie zur Leitung des Theaterfestivals Aua wir leben in Bern und war bei der Ausgabe 2015 erstmals als Dramaturgin tätig. Im Februar 2019 wurde bekannt, dass Grand 2020 die Co-Leitung des renommierten Theaterhauses Gessnerallee in Zürich übernehmen wird – zusammen mit Juliane Hahn und Michelle Akanji (Schwester des Fussballspielers Manuel Akanji).
Ihre Zeit als Profisportlerin sieht Grand sehr kritisch. Sie sagt, sie habe mit dem Druck und den Hierarchien nie wirklich umgehen können. Der Skisport kenne keine Solidarität, lasse Menschen vereinsamen und mache sie zu Einzelkämpfern. Einerseits sei sie privilegiert gewesen, andererseits auch in einem goldenen Käfig eingesperrt.

## Erfolge

### Weltmeisterschaften
- Åre 2007: 3. Mannschaftswettbewerb, 13. Super-Kombination, 25. Slalom
- Val-d’Isère 2009: 14. Super-Kombination, 14. Slalom

### Juniorenweltmeisterschaften
- Maribor 2004: 18. Slalom

### Weltcup
- 2 Platzierungen unter den ersten zehn

### Europacup
- Saison 2005/06: 3. Gesamtwertung, 1. Abfahrt
- Saison 2009/10: 1. Abfahrt
- 9 Podestplätze, davon 4 Siege:

| Datum           | Ort               | Land       | Disziplin |
| --------------- | ----------------- | ---------- | --------- |
| 8. Februar 2006 | Sarntal/Reinswald | Italien    | Abfahrt   |
| 20. Januar 2009 | Courchevel        | Frankreich | Slalom    |
| 13. März 2009   | Crans-Montana     | Schweiz    | Slalom    |
| 19. Januar 2010 | St. Moritz        | Schweiz    | Abfahrt   |

### Weitere Erfolge
- 1 Schweizer Meistertitel (Riesenslalom 2009)
- 1 Sieg im Australia New Zealand Cup
- 8 Siege in FIS-Rennen (alle im Slalom)